# 大曲バイパス
大曲バイパス（おおまがりバイパス）は、秋田県美郷町六郷から大仙市花館までの国道13号のバイパス道路である。

## 概要
平成5年に全線暫定2車線供用したが、交通量増加に伴い大仙市和合 - 花館間7.2kmの4車線化工事に着手し、2008年3月25日に完成した。
玉川橋部分については、従来の玉川橋を下り線とし、すぐ隣（上流側）に新玉川橋を建設した。

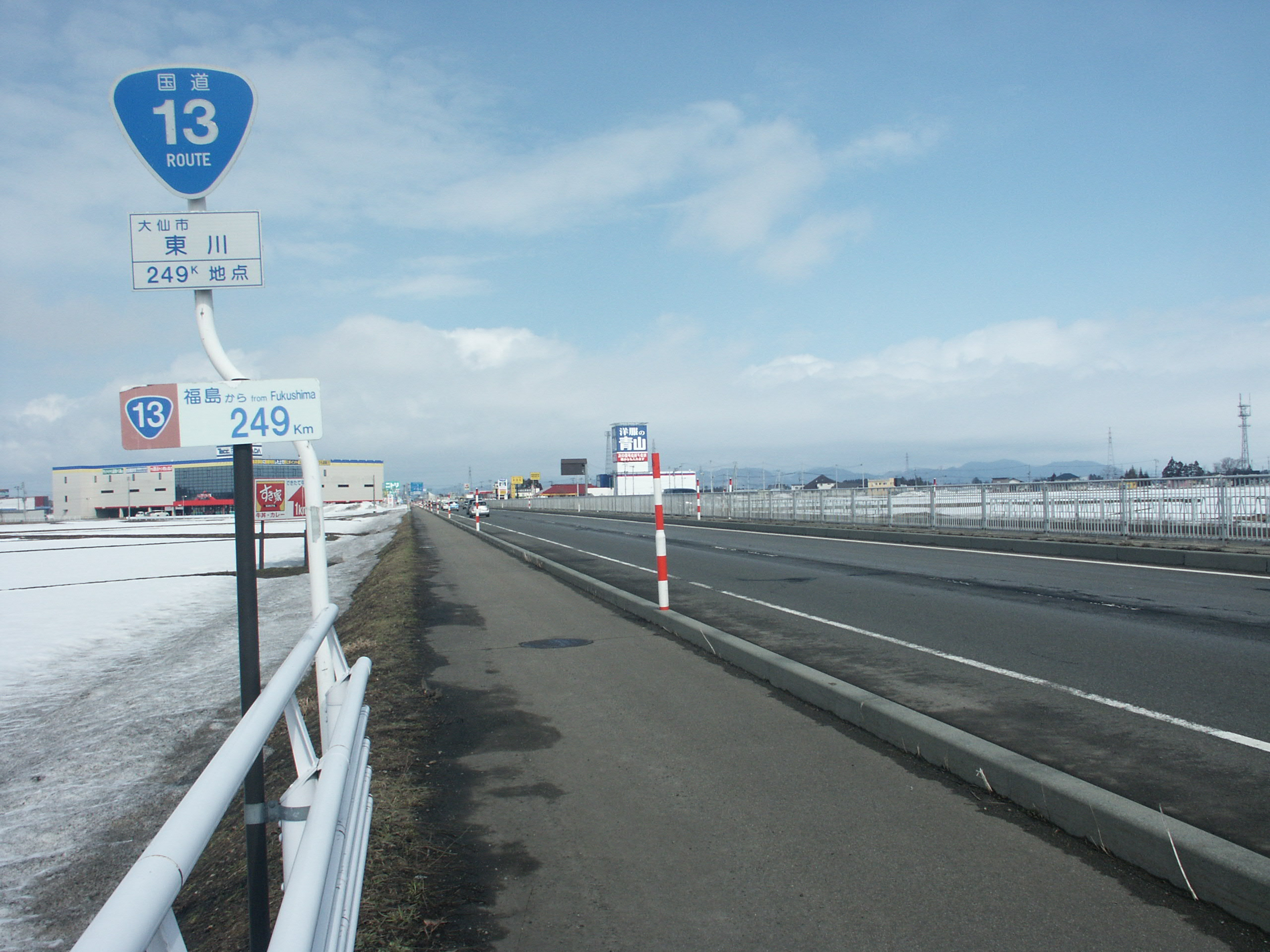
秋田県大仙市東川付近

### 路線データ
- 起点：秋田県美郷町六郷
- 終点：秋田県大仙市花館
- 全長：9.54km
- 車線数：美郷町 - 大仙市和合：片側1車線、大仙市和合 - 花館：片側2車線

## 沿革
- 1978年（昭和53年）：事業着手
- 1993年（平成5年）：全線暫定2車線供用
- 1999年（平成11年）：4車線化事業着手
- 2001年（平成13年）9月7日 ：玉川橋南交差点右折レーン2車線化
- 2002年（平成14年）10月11日：大仙市戸地谷 - 105号交差点間4車線化
- 2004年（平成16年）
  - 3月24日：大仙市戸蒔 - 戸地谷間4車線化
  - 12月7日 ：大仙市東川 - 戸蒔間4車線化
- 2006年（平成18年）3月27日 ：大仙市和合 - 東川間4車線化
- 2008年（平成20年）3月25日 ：105号交差点 - 花館（含新玉川橋）4車線化

## 地理

### 交差する道路
- 国道105号大曲西道路（大仙市和合）
- 秋田県道13号湯沢雄物川大曲線（大仙市戸蒔）
- 秋田県道50号大曲田沢湖線・秋田県道305号千畑大曲線（大仙市高梨字沼田）
- 国道105号（大仙市富士見町）
- 国道13号神宮寺バイパス（大仙市花館）